# Café (estabelecimento)

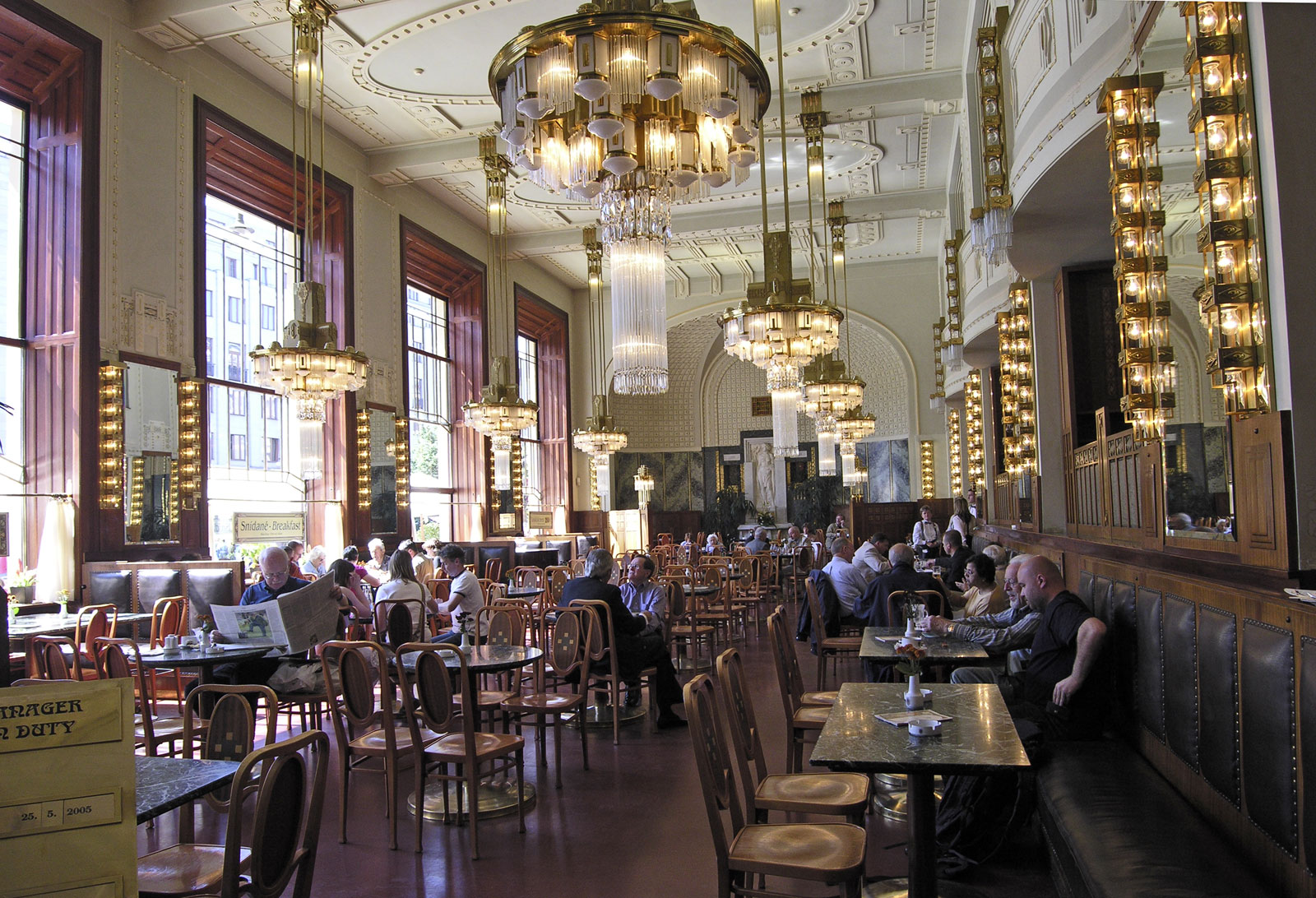
Café tradicional em Praga, na Chéquia

Um café, cafeteria ou cafetaria é um estabelecimento que partilha certas características com os bares. Como o nome indica, os cafés dedicam-se a servir café, chá e outras bebidas, bem como refeições ligeiras. Em termos de comida, as escolhas podem ir da pastelaria aos sanduíches e aos pratos combinados.  A degustação dos vários tipos de blends (combinações de tipos de café), bem como a experiência do barista, tornam, a experiência, uma verdadeira arte, não menos importante do que a apreciação de vinhos, queijos ou azeites. De um ponto de vista cultural, os cafés desempenham um importante papel social, constituindo-se em locais de reunião e troca de ideias. 
No Brasil, as cafeterias são, muitas vezes, instaladas dentro de livrarias ou hipermercados. Em certos países, como Portugal, os cafés aproximam-se bastante dos restaurantes, servindo refeições quentes e bebidas alcoólicas. Nos países muçulmanos, os cafés dispõem de cachimbos de água para fumar tabaco. Em Amesterdão, em estabelecimentos conhecidos como coffeeshops, é permitido o consumo de cannabis. 

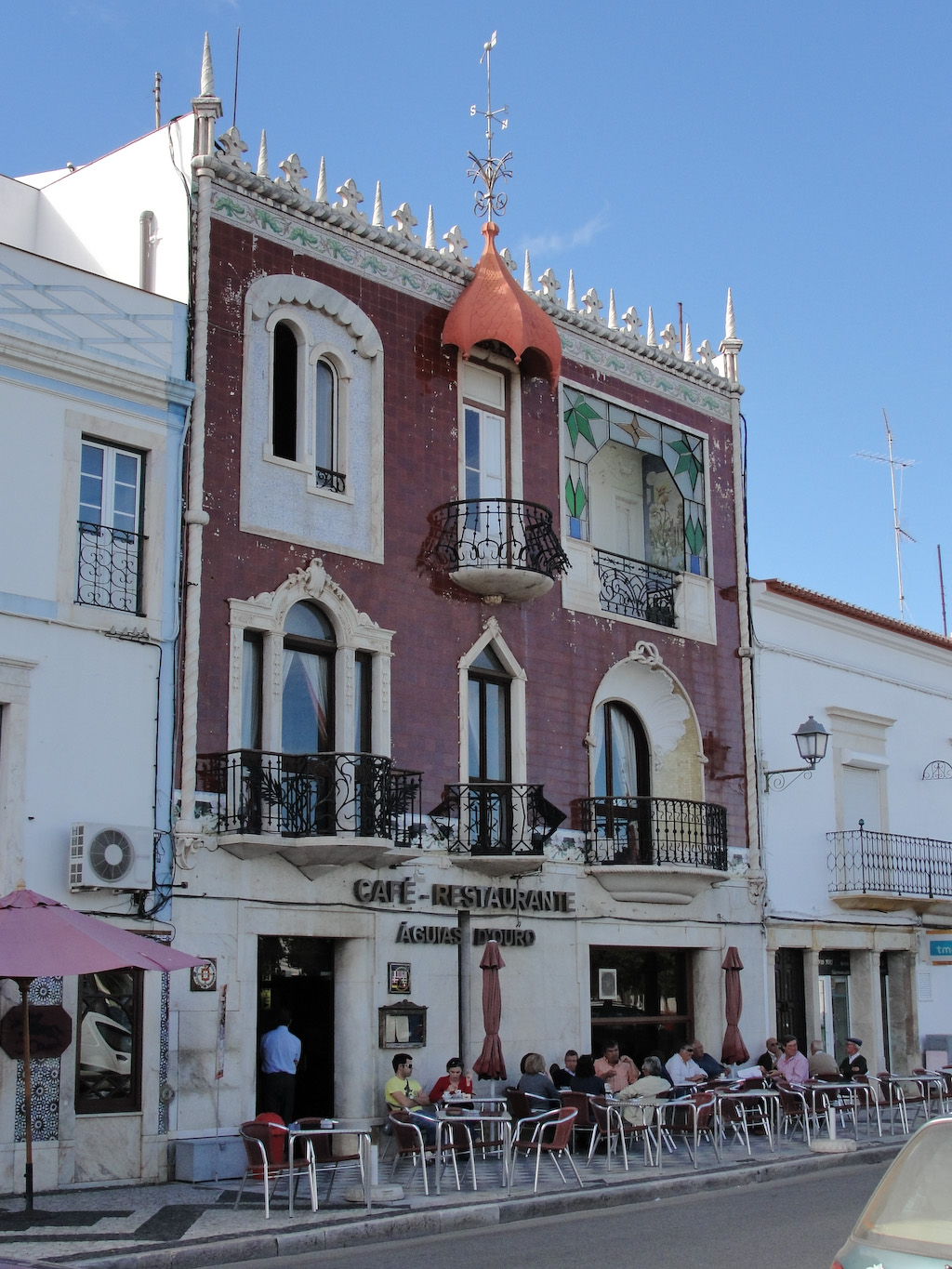
Entre os cafés célebres em Portugal, está o Café Águias de Ouro, em Santo André (Estremoz), que possui grande importância sociológica porque é um sobrevivente dos antigos "cafés de tertúlia" portugueses de finais do século XIX e inícios do século XX

## História
Desde o século XVI, os cafés (al-maqhah-maqhah em árabe, qahveh-khaneh em persa, kahvehane ou kıraathane em turco) têm funcionado com locais de encontro nos países do Oriente Médio, onde os homens se reunem para beber café ou chá, para ouvir música, para ler livros e para jogar xadrez ou gamão. No Egito, na Turquia e na Síria, os cafés continuam a atrair muitos homens, que lá vão com o objetivo de jogar xadrez, ver televisão ou fumar um narguilé. 
Tradicionalmente, diz-se que os cafés vienenses têm a sua origem direta nos sacos dos à época desconhecidos "feijões verdes" abandonados pelos turcos, após a sua derrota na Batalha de Viena em 1683. Todos os sacos de café foram entregues ao rei polaco vitorioso Jan III Sobieski, que, por sua vez, os ofereceu a um de seus oficiais, Franciszek Jerzy Kulczycki. Kulczycki abriu o primeiro café em Viena com este primeiro lote. No entanto, para muitos, a história da fundação do primeiro café de Europa por Kulczycki é vista com muito ceticismo. Segundo estes, é possível que este tenha sido o primeiro café de Viena, mas não da Europa.
Em 1457, foi aberta a primeira casa de café em Istambul e, no século XVI, já havia diversos destes estabelecimentos no Cairo e em Istambul. No século XVII, foram abertos os primeiros cafés na Europa fora do Império Otomano. O primeiro abriu em Veneza em 1645. O primeiro café na Inglaterra abriu em Oxford em 1650, propriedade de um judeu turco chamado Jacob. Dois anos mais tarde, foi a vez de Londres ter o primeiro café. O proprietário era Pasqua Rosée, de Ragusa. Boston, nos Estados Unidos, teve seu primeiro café em 1670 e Paris em 1671. O café Le Procope , fundado em Paris em 1686 e ainda em funcionamento, foi um local importante do iluminismo francês. Voltaire, Rousseau e Diderot frequentaram-no, e é tido como o berço da Encyclopédie, a primeira enciclopédia moderna.
Embora Carlos II de Inglaterra tenha tentado, mais tarde, suprimir os cafés de Londres por serem "lugares onde se propagavam boatos a respeito de condutas escandalosas de sua majestade e de seus ministros", o público continuou apegado a eles. Eram espaços democráticos, abertos a pessoas de todos os status sociais e, em consequência, associados à igualdade e ao republicanismo. As casas de café transformaram-se em lugares de reunião onde negócios poderiam ser fechados, notícias difundidas e jornais lidos. O Lloyd's of London teve suas origens em um café dirigido por Edward Lloyd onde os banqueiros de seguro de navios se encontravam para fazer negócios. Por volta de 1739, havia 551 cafés em Londres, incluindo lugares de reunião para tories e whigs, comerciantes, advogados, livreiros e escritores. 

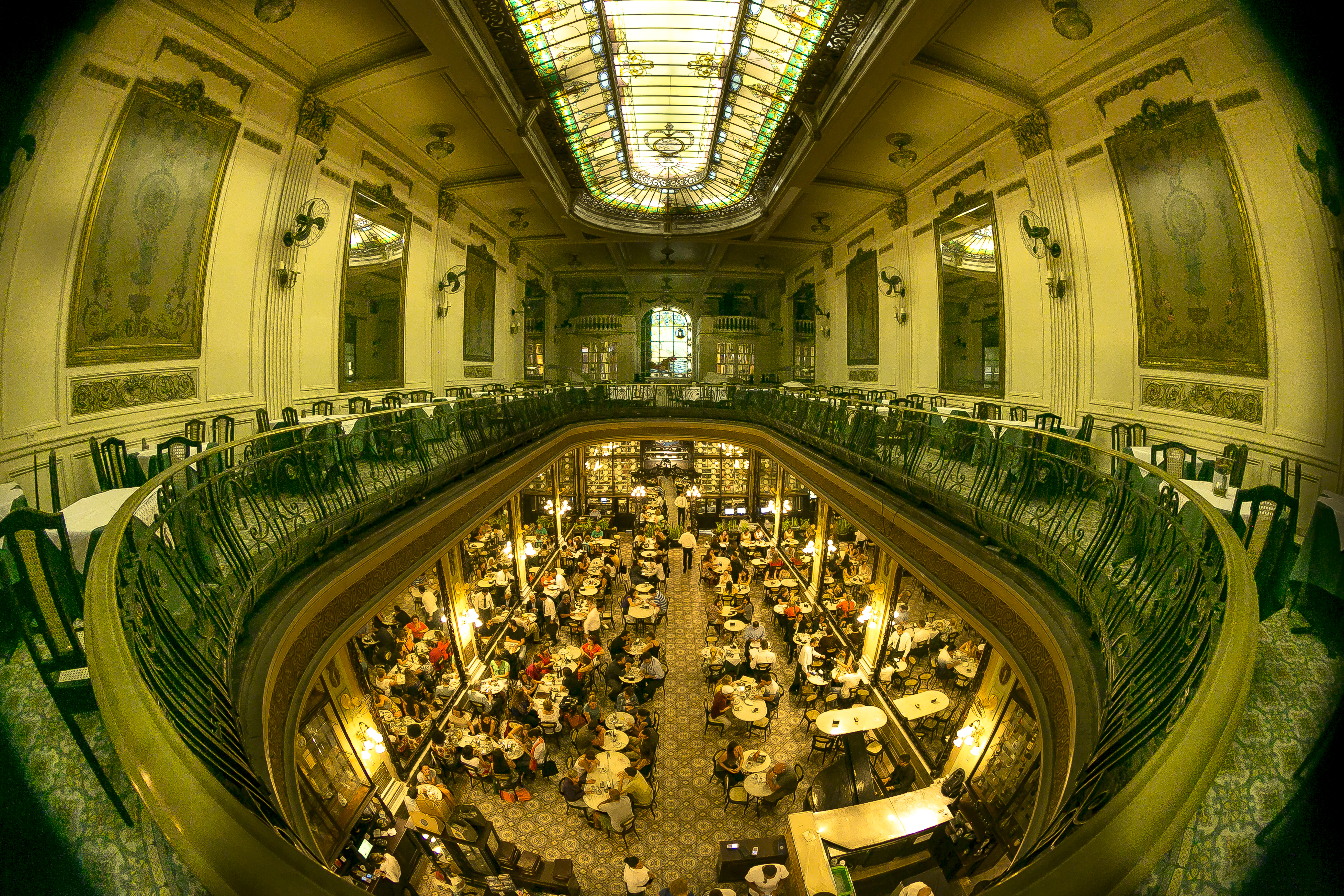
A centenária Confeitaria Colombo, café mais famoso do Rio de Janeiro

## Cafés contemporâneos
Nos Estados Unidos e no Reino Unido, um café é um restaurante pequeno. Os estilos dos cafés variam; alguns se concentram em vários estilos de cafés, de chás, ou de chocolates quentes, com possivelmente uma seleção de produtos e sanduíches cozidos, enquanto outros oferecerem menus cheios. Os cafés americanos podem ou não podem servir bebidas alcoólicas, e o servimento do café pode ser concomitante ao servimento do alimento. Os cafés britânicos, entretanto, não vendem álcool.
Na França, um café serve bebidas alcoólicas. Os cafés franceses também servem lanches simples (sanduíches etc.). Podem ou não ter uma seção de restaurante. Uma brasserie é um café que serve refeições (pratos geralmente únicos) em um ambiente mais descontraído do que o de um restaurante. Um bistrô é um café/restaurante, especialmente em Paris. O alimento do bistrô supostamente deveria ser barato, mas, em bistrôs mais recentes, especialmente em Paris, torna-se cada vez mais caro.

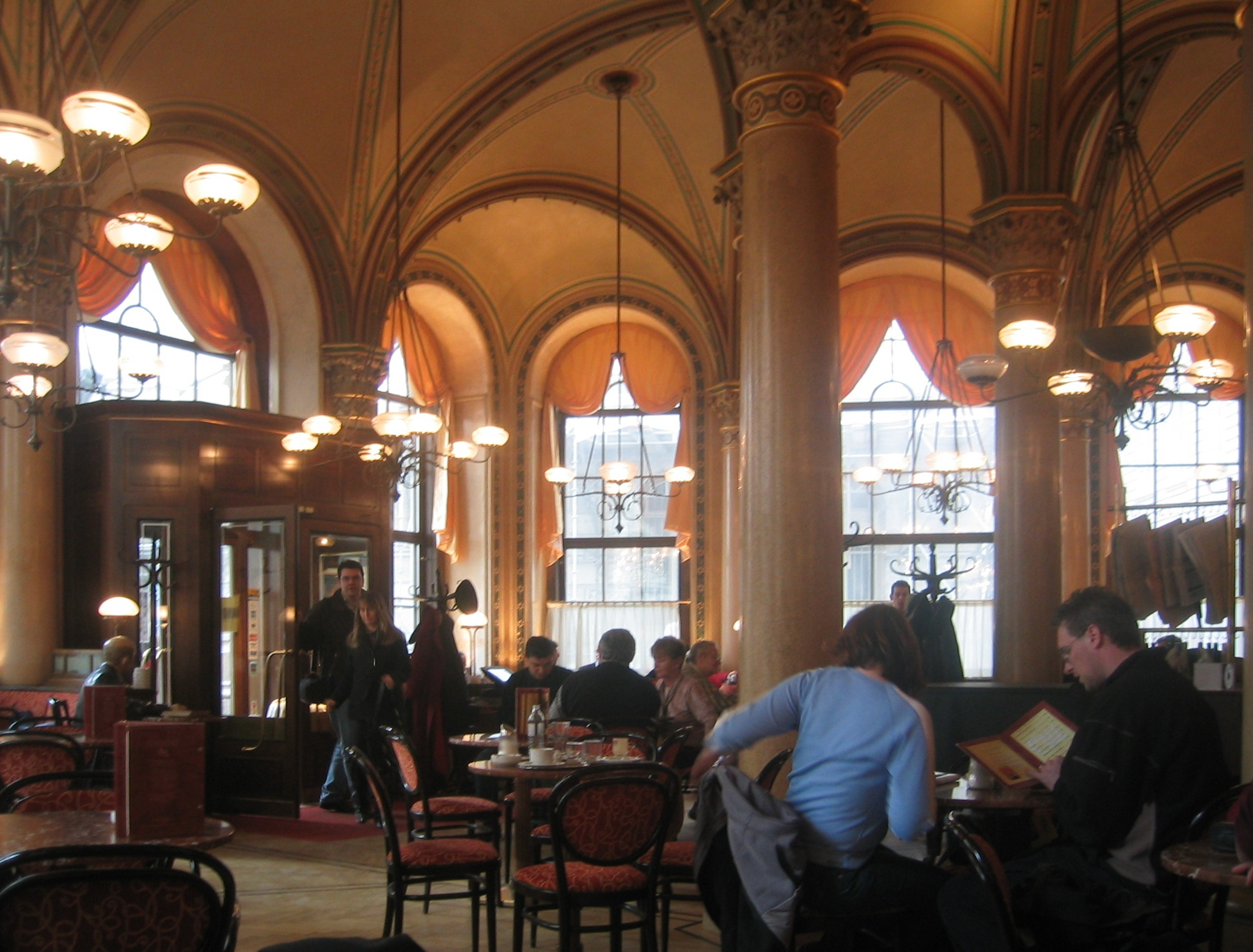
Interior do tradicional Café Central, em Viena

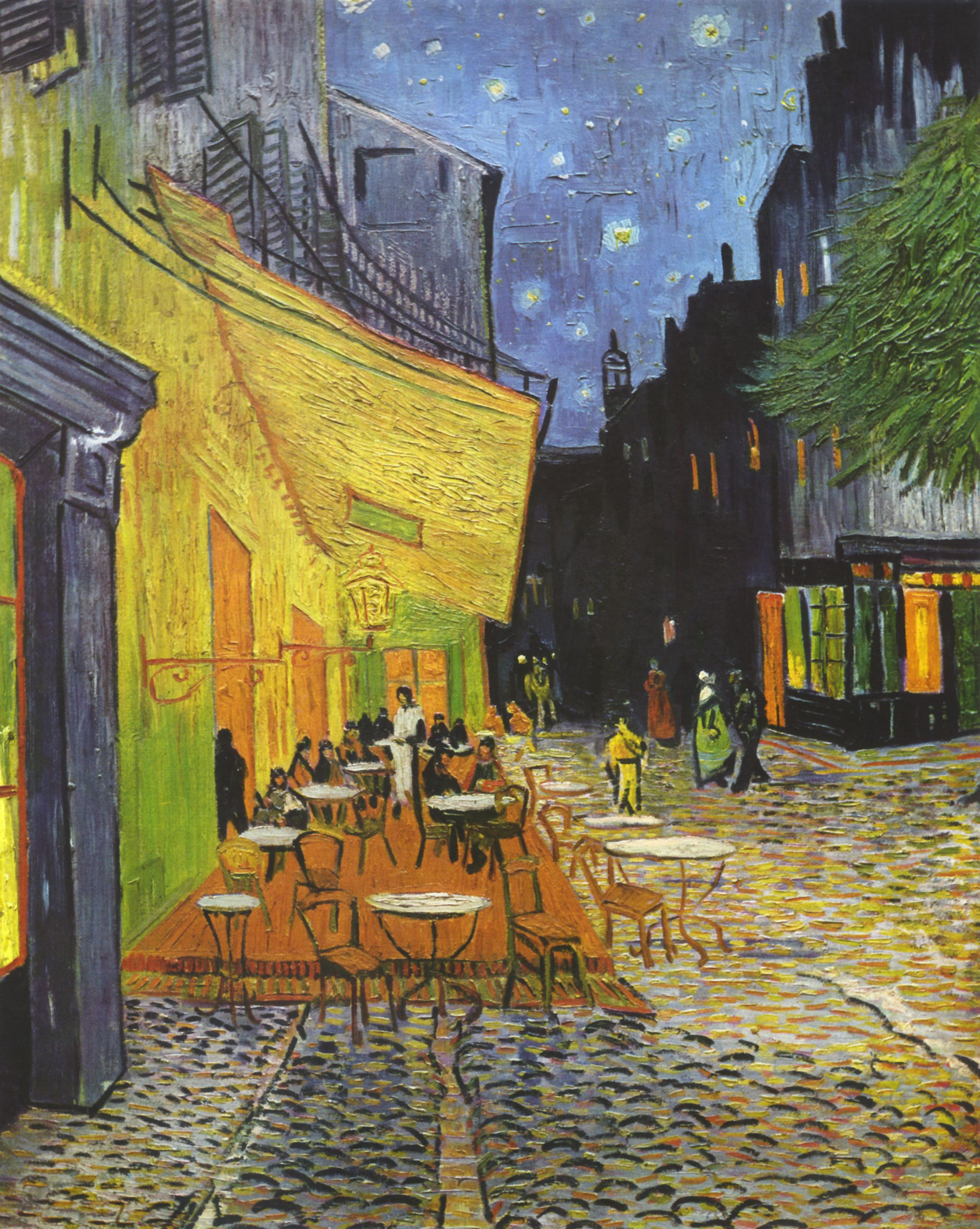
Vincent van Gogh, 1888

Em consequência da significativa imigração europeia para a Austrália nos séculos XIX e XX, uma "cultura do café" está prosperando nas principais cidades desse país, com dúzias de estabelecimentos conhecidos como "coffee shops".
Há dois tipos de cafés: aqueles que se especializam no café e nas bebidas quentes, e aqueles com um menu cheio. Os exemplos mais famosos deste último tipo são os cafés franceses, especialmente aqueles em Paris.
Os cafés, em dias mais quentes, podem ter uma seção ao ar livre na calçada com cadeiras, mesas e guarda-sóis. Isto é válido especialmente para os cafés europeus. 
Muitos queixam-se de que os cafés tradicionais estão sendo substituídos por cafés idênticos entre si, sem personalidade e administrados por grandes cadeias como a Starbucks.
Um dos usos originais do café, como um lugar para a troca e a comunicação de informação, foi reintroduzido na década de 1990 através dos cibercafés e hotspots. A propagação de cafés de estilo moderno se deu em conjunto com a propagação de computadores. Computadores e acesso à Internet em um local de estilo contemporâneo ajudam a criar um lugar jovem, moderno, de mente mais aberta se comparado com os pubstradicionais ou aos bistrôs antiquados que eles substituíram. 
Nos Países Baixos, onde a venda de maconha está descriminalizada, muitas lojas de maconha chamam-se coffeeshops.